# 里哈德·蘇利克
里哈德·蘇利克（發音：[ˈrixart ˈsuliːk]；1968年1月12日—）是斯洛伐克的一位經濟學家、商人和政治人物。他是斯洛伐克政黨自由和團結的黨魁。蘇利克和他的父母在1980年移民西德。1987年，他開始在慕尼黑學習物理，後改學經濟學。冷戰結束之後，蘇利克回到捷克斯洛伐克並經營了自己的公司。他在2003年成為斯洛伐克的財政部長，並進行了大規模稅制改革。2009年，他成立的政黨自由和團結。2010年，他當選斯洛伐克國會議長，翌年卸任。
2014年當選歐洲議會議員，為期5年。2020年重回政府，任職副總理之一兼經濟部長。

## 外部連結
- （斯洛伐克文） 理查德·蘇里克的首頁
- （斯洛伐克文） 理查德·蘇里克的部落格 （页面存档备份，存于）